# Pleurs (Marne)
Pour les articles homonymes, voir Pleur, Pleurs (vigne) et Pleure.
Pleurs [plœʁ]  est une commune française, située dans le département de la Marne en région Grand Est.

## Géographie

### Communes limitrophes
Les communes limitrophes sont Linthes, Angluzelles-et-Courcelles, Connantre, Gaye, Linthelles, Marigny et Ognes.
| Linthelles | Linthes | Connantre                 |
| Gaye       | Pleurs  | Ognes                     |
|            | Marigny | Angluzelles-et-Courcelles |

*

### Hydrographie
La commune est dans la région hydrographique « la Seine de sa source au confluent de l'Oise (exclu) » au sein du bassin Seine-Normandie. Elle est drainée par la Superbe, le canal de la Noue de Barbara, les Auges, le Biard, le ruisseau de Linthelles, le Fossé 01 du Bouchot, le ruisseau du Buisson Renard, le ruisseau du Parc, les Bimes, divers bras de la Pleurre et divers autres petits cours d'eau,.
La Superbe, d'une longueur de 40 km, prend sa source dans la commune de Vassimont-et-Chapelaine et se jette  dans l'Aube à Boulages, après avoir traversé douze communes.

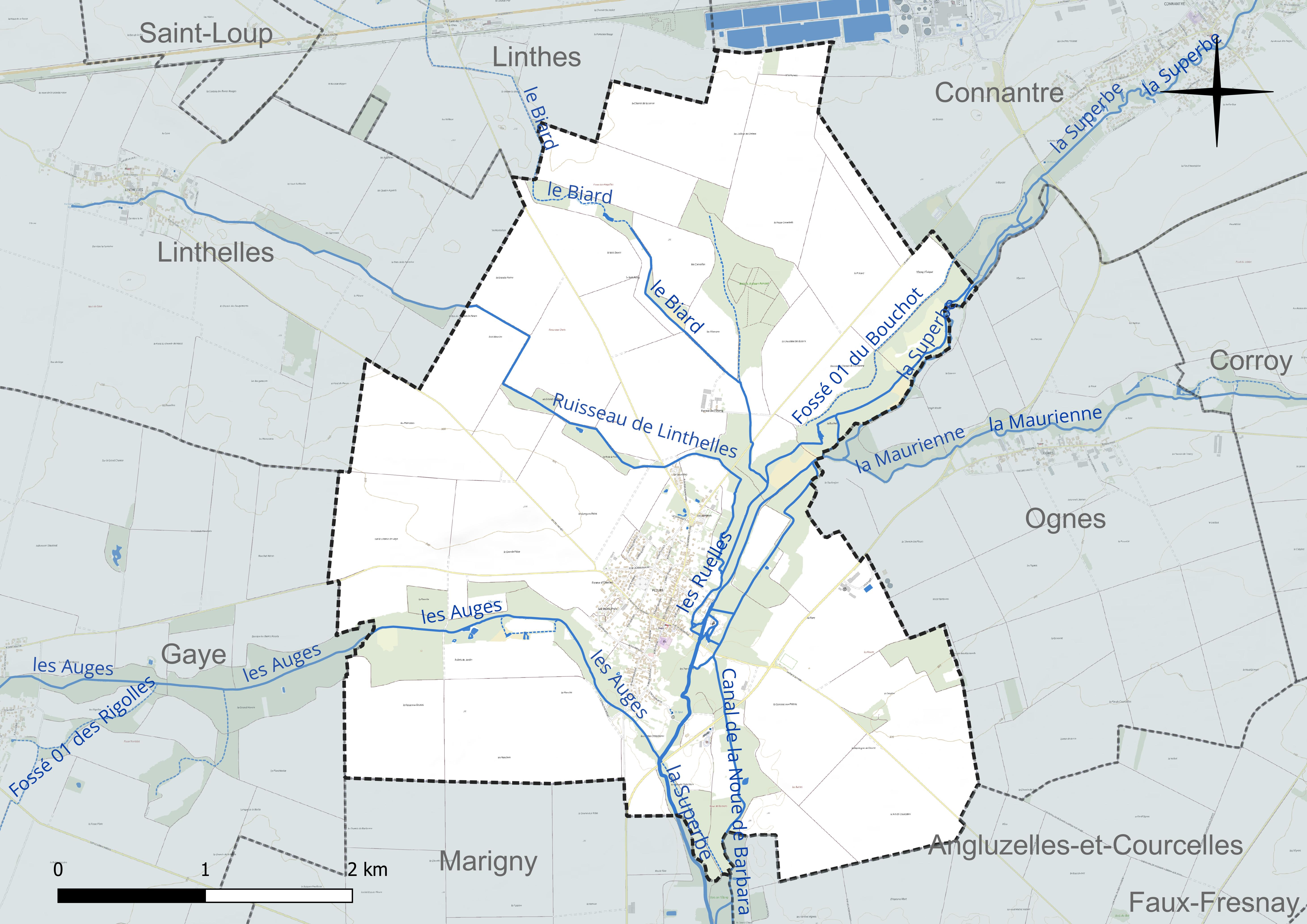
Réseau hydrographique de Pleurs.

Le canal de la Noue de Barbara est un canal, chenal non navigable de 14 km qui relie Pleurs à Vouarcesoù il se jette dans la Superbe.
Les Auges, d'une longueur de 18 km, prend sa source dans la commune de Sézanne et se jette  dans la Superbe sur la commune, après avoir traversé cinq communes.

### Climat
Pour des articles plus généraux, voir Climat du Grand Est et Climat de la Marne.
En 2010, le climat de la commune est de type climat océanique dégradé des plaines du Centre et du Nord, selon une étude du Centre national de la recherche scientifique s'appuyant sur une série de données couvrant la période 1971-2000. En 2020, Météo-France publie une typologie des climats de la France métropolitaine dans laquelle la commune est exposée à un climat océanique altéré et est dans la région climatique Nord-est du bassin Parisien, caractérisée par un ensoleillement médiocre, une pluviométrie moyenne régulièrement répartie au cours de l’année et un hiver froid (3 °C).
Pour la période 1971-2000, la température annuelle moyenne est de 10,2 °C, avec une amplitude thermique annuelle de 16 °C. Le cumul annuel moyen de précipitations est de 709 mm, avec 11,2 jours de précipitations en janvier et 7,6 jours en juillet. Pour la période 1991-2020, la température moyenne annuelle observée sur la station météorologique de Météo-France la plus proche, « Romilly », sur la commune de Romilly-sur-Seine à 22 km à vol d'oiseau, est de 11,2 °C et le cumul annuel moyen de précipitations est de 619,5 mm. 
La température maximale relevée sur cette station est de 42,3 °C, atteinte le 25 juillet 2019 ; la température minimale est de −25,2 °C, atteinte le 6 janvier 1971,,.
Les paramètres climatiques de la commune ont été estimés pour le milieu du siècle (2041-2070) selon différents scénarios d'émission de gaz à effet de serre à partir des nouvelles projections climatiques de référence DRIAS-2020. Ils sont consultables sur un site dédié publié par Météo-France en novembre 2022.

## Urbanisme

### Typologie
Au 1er janvier 2024, Pleurs est catégorisée bourg rural, selon la nouvelle grille communale de densité à sept niveaux définie par l'Insee en 2022.
Elle est située hors unité urbaine. Par ailleurs la commune fait partie de l'aire d'attraction de Sézanne, dont elle est une commune de la couronne,. Cette aire, qui regroupe 37 communes, est catégorisée dans les aires de moins de 50 000 habitants,.

### Occupation des sols

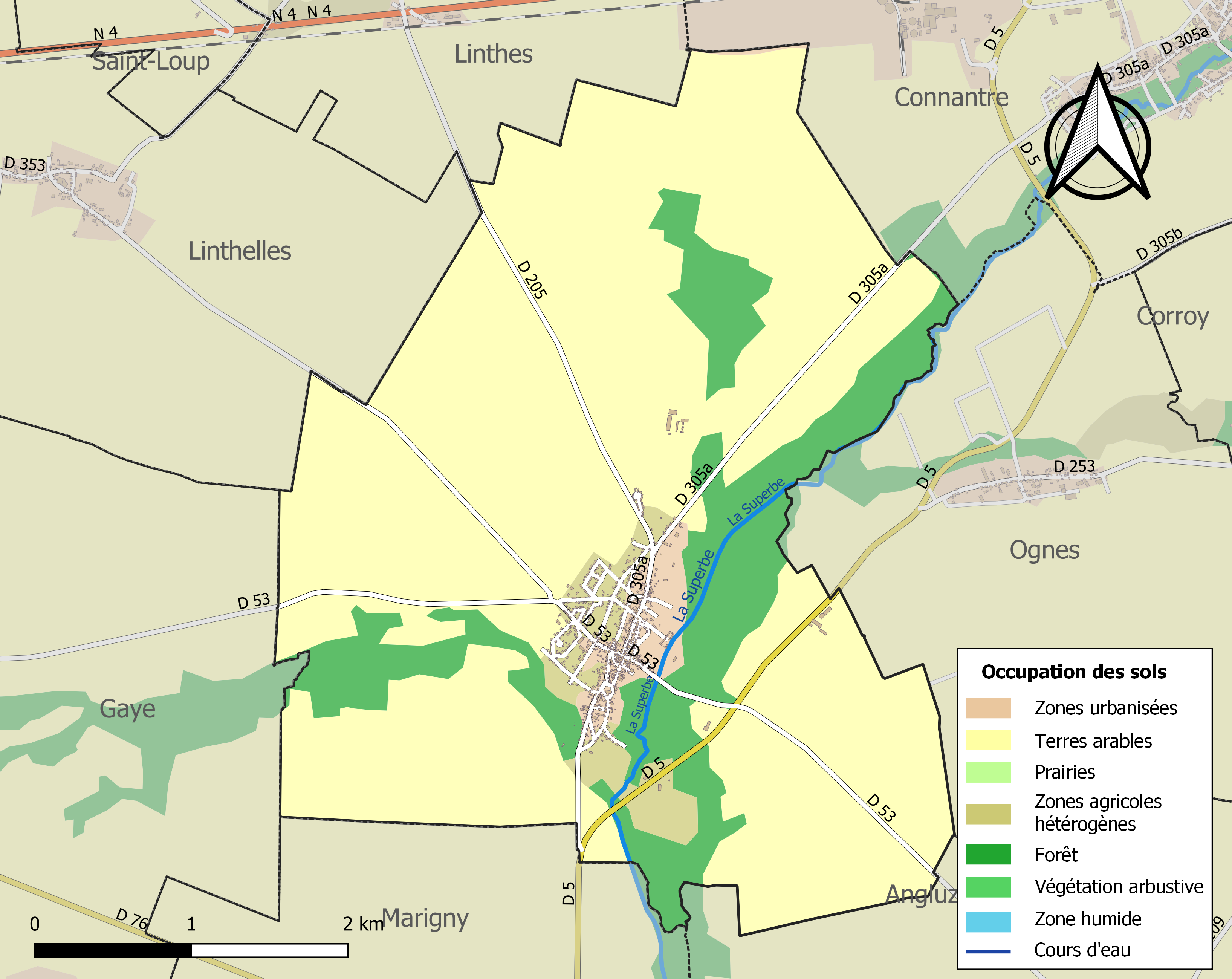
Carte des infrastructures et de l'occupation des sols de la commune en 2018 (CLC).

L'occupation des sols de la commune, telle qu'elle ressort de la base de données européenne d’occupation biophysique des sols Corine Land Cover (CLC), est marquée par l'importance des territoires agricoles (80,3 % en 2018), une proportion sensiblement équivalente à celle de 1990 (79,9 %). La répartition détaillée en 2018 est la suivante : 
terres arables (76,5 %), forêts (16,9 %), zones agricoles hétérogènes (3,9 %), zones urbanisées (2,7 %), zones industrielles ou commerciales et réseaux de communication (0,1 %). L'évolution de l’occupation des sols de la commune et de ses infrastructures peut être observée sur les différentes représentations cartographiques du territoire : la carte de Cassini (XVIIIe siècle), la carte d'état-major (1820-1866) et les cartes ou photos aériennes de l'IGN pour la période actuelle (1950 à aujourd'hui).

### Habitat et logement
En 2018, le nombre total de logements dans la commune était de 438, alors qu'il était de 434 en 2013 et de 377 en 2008.
Parmi ces logements, 87,9 % étaient des résidences principales, 3 % des résidences secondaires et 9,1 % des logements vacants. Ces logements étaient pour 98,4 % d'entre eux des maisons individuelles et pour 1,4 % des appartements.
Le tableau ci-dessous présente la typologie des logements à Pleurs en 2018 en comparaison avec celle de la Marne et de la France entière. Une caractéristique marquante du parc de logements est ainsi une proportion de résidences secondaires et logements occasionnels (3 %) supérieure à celle du département (2,9 %) et inférieure à celle de la France entière (9,7 %). Concernant le statut d'occupation de ces logements, 63 % des habitants de la commune sont propriétaires de leur logement (59,9 % en 2013), contre 51,7 % pour la Marne et 57,5 % pour la France entière.
| Typologie                                               | Pleurs | Marne | France entière |
| ------------------------------------------------------- | ------ | ----- | -------------- |
| Résidences principales (en %)                           | 87,9   | 88,1  | 82,1           |
| Résidences secondaires et logements occasionnels (en %) | 3      | 2,9   | 9,7            |
| Logements vacants (en %)                                | 9,1    | 9     | 8,2            |

## Toponymie
Le nom de la localité est attesté sous les formes Plaiotrum (1052) ; Plagiotrum (1125) ; Plairrum (1133) ; Plaitrum (1143) ; Plaorria (1147) ; Pleiurra (1150) ; Plaiostrum (1155) ; Pleiotrum (1209) ; Pleiostrum (1224) ; Plagostrum (vers 1252) ; Plaerre (1270) ; Pleurre (1273) ; Pleeurre (1273) ; Plerre (vers 1274) ; Pleerre (1293) ; Pluerre (1295) ; Pleurs (1314) ; Pleurra (1349) ; Pleure en Champagne (1367) ; Pleures (1525) ; Pleura (XVIe siècle) ; Plaustrum (1784).
Peut-être du latin plebs « peuple » et -ó - durum : « forteresse du peuple ». Le village de Pleurs apparaît avoir été à l'époque gauloise Plaiduros de pluvia (marécage) et duro (colline fortifiée, oppidum) qui signifierait « Muraille marécageuses ».

## Histoire

### Préhistoire
Pendant que des Pleuriots creusaient un étang dans un bois à la sortie du village vers Connantre, des pilotis furent mis au jour, ces vestiges d'activité humaines serait vieux d'environ 5000 ans, ce qui prouve de manière irréfutable qu'une population s'est installée primitivement sur l'actuel territoire de Pleurs. Ce n'est pas étonnant car quand l'on regarde la topographie des lieux, on remarque qu'il y a cinq cours d'eau dont quatre se rejoignent afin de créer La Pleurre qui à son tour fusionne avec Les Auges pour former La Superbe. Autant de rivières, ruisseaux donnent naissance à des marais qui étaient un habitat protecteur pour les peuples de l'Âge du bronze.

### Antiquité

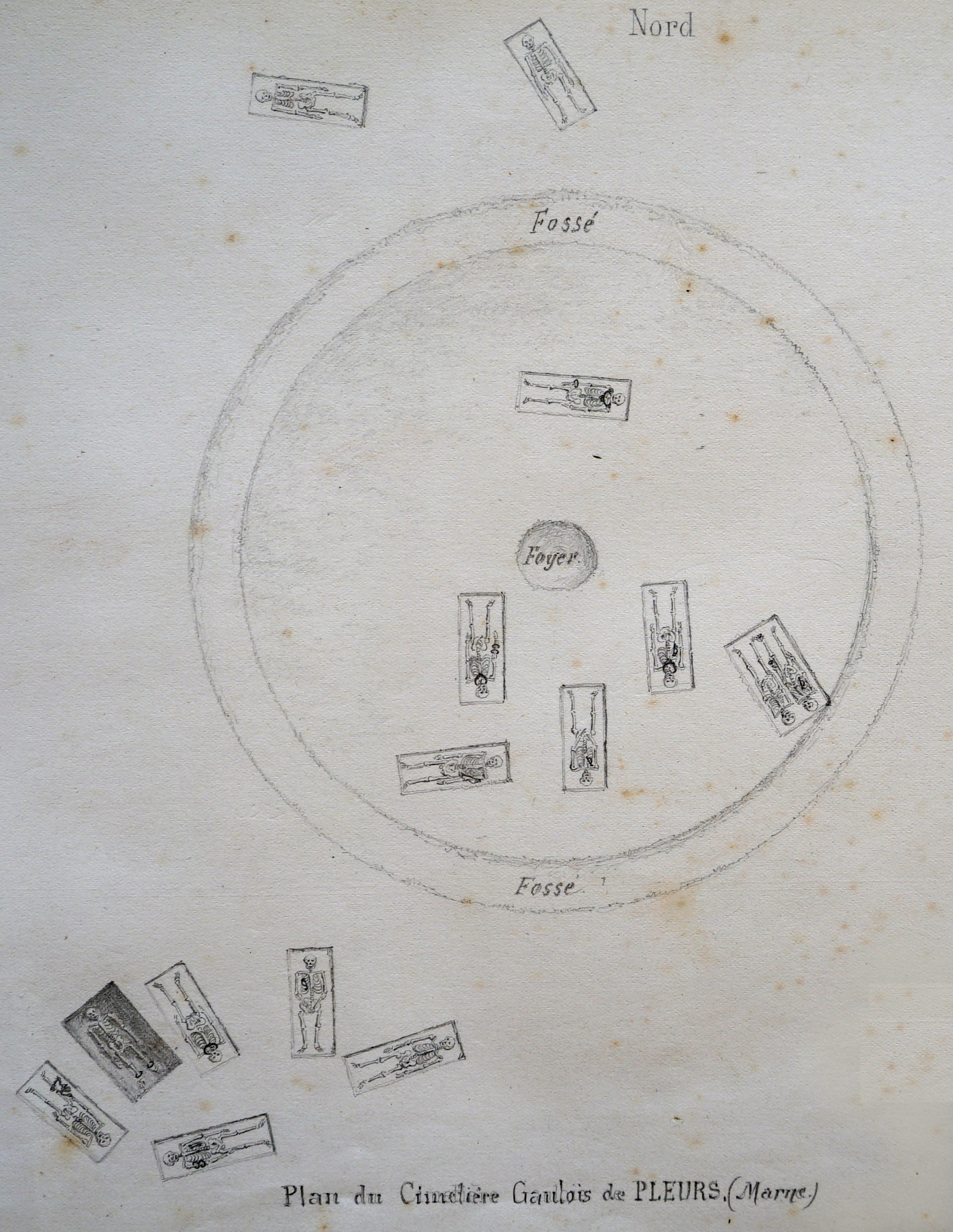
Tombes gauloises trouvées par Léon Morel, publié dans La Champagne souterraine sur des dessins d'émile Gastebois.

Au lieu-dit "Les Grands Châtelliers" existait un château fort en bois, des vestiges très intéressants ont été relevés comme un pot de plusieurs milliers de pièces gallo-romaines par un ancien Pleuriot.
Léon Morel situe un habitat lacustre dans les méandres de la Pleurre, ayant trouvé une tête de hache en bronze, des cornes de cerf travaillées, des haches polies en silex, en jadéite et des fragments de poterie. En 1851, Auguste Boullé découvre une sépulture gauloise (?), les fouilles sont poursuivies par Léon Morel en 1869 et mettent au jour un cimetière dit gaulois. Un autre cimetière sur le chemin menant à Courcelles contient quatorze tombes.
Le plus probable est que les cités lacustres qui étaient disposées le long des différents cours d'eau du territoire ont été abandonnées ou bien ont fusionné pour laisser place au début du village que nous connaissons. Le village serait sorti de terre vers 250 ap J-C car l'on retrouve des preuves de l'existence du château fort[Passage problématique] des « Grands Châtelliers » attestant donc d'un lieu de commandement, les preuves en question sont des vases datant du IVe siècle, des stigmates laissées au sol visible depuis les airs ainsi que des pièces gallo-romaines du IIe siècle
Au lieu-dit "Les Grands Châtelliers" il y avait jadis un château fort[Passage problématique] qui datait certainement des premiers siècles de notre ère, cette datation est possible car en 1976 quand la déviation Marigny-Ognes  fut faite, des morceaux de poteries ont été sortis de terre. Ils furent datés entre 76-81 ap JC. Le château antique devenant trop vétuste il fut démoli et reconstruit en pierre en guise de maison forte, elle même fut démolit pour laisser place à un château construit plus au nord vers l’an 900

### Moyen Âge
Pleurs est également le lieu de l'abbaye cistercienne de femmes Abbaye Notre-Dame du Jardin Lez Pleurs, dans l'actuel lieu-dit Le Bois du Jardin. Cette abbaye fondée en 1224 cesse  de fonctionner en 1403. Ruinée par la guerre contre les Anglais sous le roi de France Jean II le Bon, elle est érigée en simple prieuré desservi par un religieux de l'abbaye Notre-Dame de Jouy.Aujourd'hui il ne subsiste qu'une butte de terre indiquant l'emplacement du prieuré.
Pleurs comptait encore un autre établissement religieux : le prieuré du Beschet ou Buchôt selon époque. Les premières traces de ce prieuré remontent à 1070, il est incendié en 1567 et vendu comme bien national pendant la Révolution française  en 1792. C'était une abbaye d'ordre bénédictins, le dernier prieur était M. Onfroy de Paris en 1804.
En 1180 est fondée dans l'actuel terrain de l'orangerie une collégiale de Saint-Rémy pour six chanoines, on retrouve la trace d'un certain "Maître Rémy" vers le XIIe siècle qui y siège, nous savons de par les recherches de plusieurs érudits en 1634 que plusieurs personnes importantes (certainement des membres de la famille de Pleurre) furent inhumées dans cette église ; elle est finalement démolie en 1810.

### Temps modernes
Pleurs présentait jusqu'aux alentours de 1650 une imposante forteresse dont nul seigneur voisin ne put se rendre maître, le fossé principal débutait au sud des marais des "Grands Châtelliers" longeait la rue de Marigny, poursuivait le long de la rue Saint-Jolleau pour rejoindre les rivières de Linthelles et mesuraient selon estimation entre 4 et 6 mètres de profondeur. Le village comptait aussi quatre portes dont une se situait tout près de l'actuel salon de coiffure.

### Époque contemporaine
C'est de Pleurs que Foch déclencha, le 9 septembre 1914, l'attaque sur Fère-Champenoise.
En 1917 le soldat Rodion Malinovski qui deviendra par la suite le grand maréchal de l'URSS, vit durant une année dans une grange près de l'église. Il revient en 1960, lors d'une convention à Paris avec le président Khrouchtchev revoir la grange dans laquelle il a vécu[réf. nécessaire].

## Politique et administration

### Rattachements administratifs et électoraux

#### Rattachements administratifs
La commune se trouve dans l'arrondissement d'Épernay du département de la Marne.
Après avoir été le chef-lieu d'un fugace canton de Pleurs, elle faisait partie depuis 1801 du canton de Sézanne. Dans le cadre du redécoupage cantonal de 2014 en France, cette circonscription administrative territoriale a disparu, et le canton n'est plus qu'une circonscription électorale.

#### Rattachements électoraux
Pour les élections départementales, la commune fait partie depuis 2014 du canton de Vertus-Plaine Champenoise
Pour l'élection des députés, elle fait partie de la cinquième circonscription de la Marne.

### Intercommunalité
Pleurs est membre depuis 2004 de la communauté de communes du Sud Marnais, un établissement public de coopération intercommunale (EPCI) à fiscalité propre créé fin 1998  et auquel la commune avait transféré un certain nombre de ses compétences, dans les conditions déterminées par le code général des collectivités territoriales.

### Liste des maires
| Période                                  | Période                   | Identité                  | Étiquette | Qualité                                                                                          |
| ---------------------------------------- | ------------------------- | ------------------------- | --------- | ------------------------------------------------------------------------------------------------ |
| Les données manquantes sont à compléter. |                           |                           |           |                                                                                                  |
| 1788                                     | 1789                      | Denis Jolly               |           |                                                                                                  |
| 1807                                     |                           | Primien Carouge           |           |                                                                                                  |
| 1807                                     | 1810                      | Claude Charles de Pleurre |           | Marquis                                                                                          |
| 1810                                     | 1815                      | Ange Charles de Pleurre   |           | Marquis                                                                                          |
| 1815                                     | 1825                      | Primien Carouge           |           |                                                                                                  |
| 1825                                     | 1832                      | René Patenostre           |           |                                                                                                  |
| 1832                                     | 1835                      | Laurent Pignard           |           |                                                                                                  |
| 1835                                     | 1840                      | Charles Ange de Pleurre   |           | Marquis                                                                                          |
| 1840                                     | 1843                      | Vincent Patelart          |           |                                                                                                  |
| 1843                                     | 1846                      | Jean Baptiste Garnesson   |           |                                                                                                  |
| 1846                                     | 1849                      | Denis Maillet             |           |                                                                                                  |
| 1849                                     | 1852                      | Laurent Pignard           |           |                                                                                                  |
| 1852                                     | 1865                      | Napoléon Jollard,         |           |                                                                                                  |
| 1865                                     | 1884                      | Isidore Pimpernet         |           |                                                                                                  |
| 1884                                     | 1884                      | Eugène Choquart           |           |                                                                                                  |
| 1884                                     | 1892                      | Jules Barbier             |           |                                                                                                  |
| 1892                                     | 1895                      | Alexandre Laurent         |           |                                                                                                  |
| 1895                                     | 1900                      | Jules Barbier             |           |                                                                                                  |
| 1900                                     | 1904                      | Alexandre Laurent         |           |                                                                                                  |
| 1904                                     | 1911                      | Henri Levasseur           |           |                                                                                                  |
| 1811                                     | 1812                      | Jules Barbier Frouart     |           |                                                                                                  |
| 1912                                     | 1919                      | Charles Gilson Bidault    |           |                                                                                                  |
| 1919                                     | 1920                      | Albert Cousin             |           |                                                                                                  |
| 1920                                     | 1935                      | Charles Gilson Bidault    |           |                                                                                                  |
| 1935                                     | 1944                      | Paul Doc                  |           |                                                                                                  |
| 1944                                     | 1947                      | Albert Cousin             |           |                                                                                                  |
| 1947                                     | 1963                      | Georges Dufour            |           |                                                                                                  |
| 1963                                     | 1971                      | Edmond Capet              |           |                                                                                                  |
| 1971                                     | 1983                      | Alain Degermann           |           |                                                                                                  |
| 1983                                     | 1989                      | André Laureaut            |           |                                                                                                  |
| 1989                                     | 1993                      | Jean-Paul Payen           |           |                                                                                                  |
| 1993                                     | 2008                      | Issam Moussly,            | UMP       | Pharmacien                                                                                       |
| 2008                                     | En cours (au 6 juin 2023) | Jannick Simonnet          | LR        | Artisan Vice-président de la CC du Pays du Sud Marnais (2020 → ) Réélu pour le mandat 2020-2026, |

## Équipements et services publics
Une maison médicale existe à Pleurs.

## Démographie
L'évolution du nombre d'habitants est connue à travers les recensements de la population effectués dans la commune depuis 1793. Pour les communes de moins de 10 000 habitants, une enquête de recensement portant sur toute la population est réalisée tous les cinq ans, les populations de référence des années intermédiaires étant quant à elles estimées par interpolation ou extrapolation. Pour la commune, le premier recensement exhaustif entrant dans le cadre du nouveau dispositif a été réalisé en 2007.

En 2022, la commune comptait 826 habitants, en évolution de −5,06 % par rapport à 2016 (Marne : −1,19 %, France hors Mayotte : +2,11 %).
| 1793 | 1800 | 1806 | 1821 | 1831 | 1836 | 1841 | 1846 | 1851 |
| ---- | ---- | ---- | ---- | ---- | ---- | ---- | ---- | ---- |
| 525  | 532  | 534  | 511  | 591  | 630  | 634  | 643  | 649  |

| 1856 | 1861 | 1866 | 1872 | 1876 | 1881 | 1886 | 1891 | 1896 |
| ---- | ---- | ---- | ---- | ---- | ---- | ---- | ---- | ---- |
| 656  | 677  | 686  | 673  | 652  | 666  | 632  | 640  | 625  |

| 1901 | 1906 | 1911 | 1921 | 1926 | 1931 | 1936 | 1946 | 1954 |
| ---- | ---- | ---- | ---- | ---- | ---- | ---- | ---- | ---- |
| 612  | 619  | 572  | 533  | 596  | 538  | 557  | 560  | 586  |

| 1962 | 1968 | 1975 | 1982 | 1990 | 1999 | 2006 | 2007 | 2012 |
| ---- | ---- | ---- | ---- | ---- | ---- | ---- | ---- | ---- |
| 609  | 590  | 582  | 699  | 713  | 714  | 763  | 770  | 903  |

| 2017 | 2022 | - | - | - | - | - | - | - |
| ---- | ---- | - | - | - | - | - | - | - |
| 856  | 826  | - | - | - | - | - | - | - |

## Culture locale et patrimoine

### Lieux et monuments

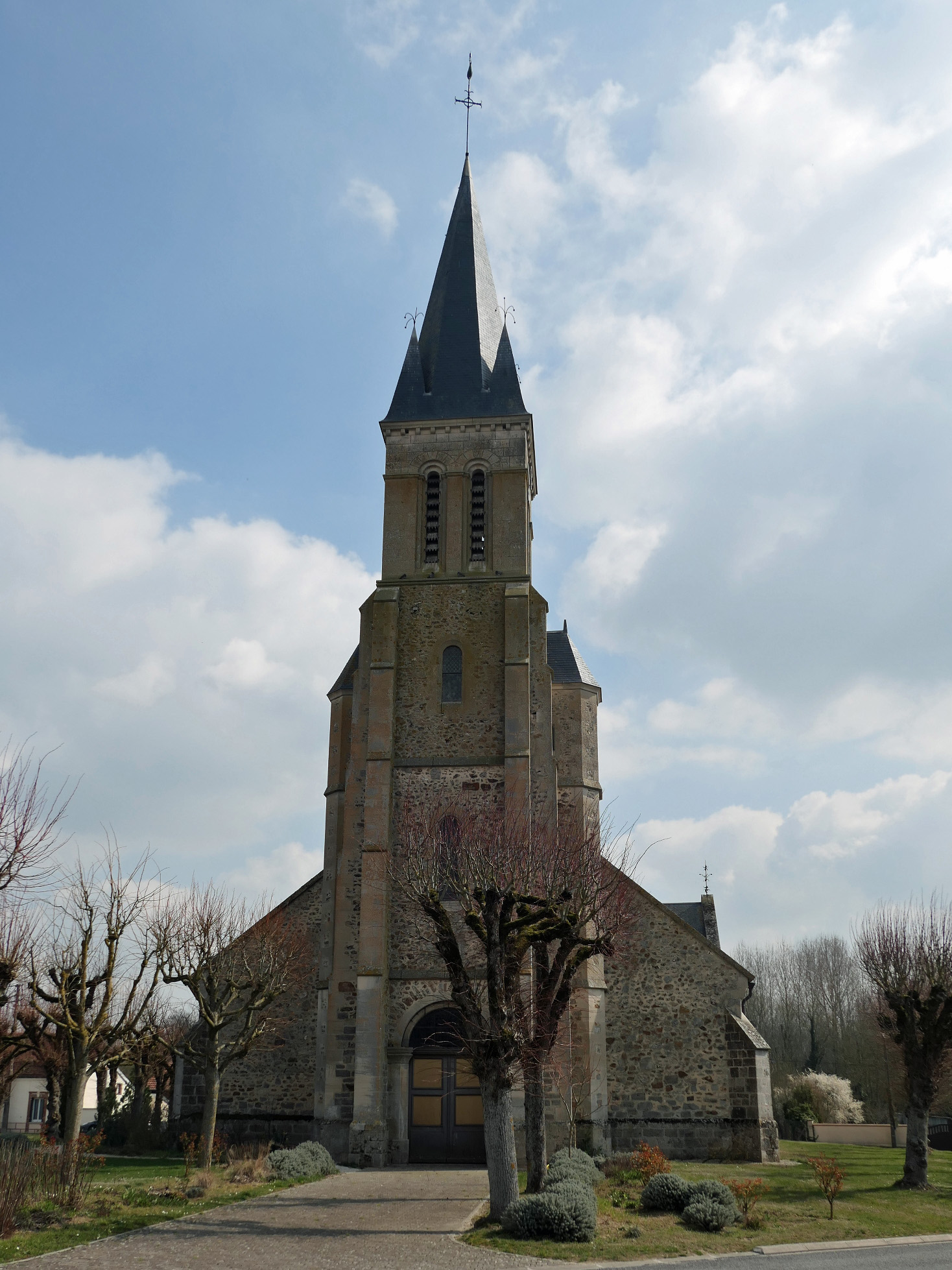
Église Saint-Martin

- L'église Saint-Martin date principalement du XIIe siècle, sa construction débutant en 1125, ce qui en fait le plus vieux bâtiment de Pleurs encore debout. Elle remplace une église plus vieille dont on a relevé les fondations une trentaine de mètres en contrebas de l'emplacement de la nouvelle et où on a découvert 7 têtes d'homme à la mâchoire forte[réf. nécessaire]
Sa nef et ses bas-côtés sont inscrits à l'inventaire des Monuments Historiques le 8 mai 1933[36].
L'église de Pleurs à la fin de sa construction comportait son clocher au milieu et une croix au dessus du portail ouest. Cette configuration prend fin lors des grands travaux de 1605 et à la suite du violent orage en 1867 qui incendie le clocher. De nos jours, seuls les piliers de la nef subsistent du XIIe siècle, ils comportent d'ailleurs chacun des motifs différents.
Il y a quelques siècles on pouvait observer dans l'église entre le chœur et la chapelle ouest, des marches suivies d'un promontoire à hauteur de voûte où les seigneurs pouvaient s'adresser aux villageois.
- Le château de Pleurs a été une maison de retraite. Il est redevenu de nos jours (2009) une propriété privée, après une mise en vente aux enchères de son mobilier.
- L'abbaye Notre-Dame du Jardin Lez Pleurs.
- 4 calvaires forgés
- Mairie 1881
- Hôtel-Dieu (actuel salon Elise Coiff), la plus vieille maison de Pleurs (XIVe siècle)

### Pleurs dans les arts et la culture
Pleurs est citée dans le poème d’Aragon, Le Conscrit des cent villages, écrit comme acte de Résistance intellectuelle de manière clandestine au printemps 1943, pendant la Seconde Guerre mondiale.
Aragon cite en fait un village Linthes-Pleurs créé à partir des deux communes limitrophes.

### Personnalités liées à la commune
- Pierre-Charles de Pleurre (1737-1810), homme politique né et décédé à Pleurs, député de la noblesse aux états généraux de 1789.
- Joseph Mauclair (1906-1990), natif de Pleurs, coureur cycliste professionnel, vainqueur notamment de Paris-Nantes et d'une étape du Tour de France.

### Héraldique
| Blason de Pleurs (Marne) | Blason  | D'azur au chevron d'or accompagné de trois griffons d'argent, les deux du chef affrontés.                   |
| Blason de Pleurs (Marne) | Détails | Armes de la famille de Pleurre, barons et marquis du lieu. Le statut officiel du blason reste à déterminer. |

## pour approfondir